# Pitthea cyanomeris
Pitthea cyanomeris är en fjärilsart som beskrevs av Louis Beethoven Prout 1913. Pitthea cyanomeris ingår i släktet Pitthea och familjen mätare. Inga underarter finns listade i Catalogue of Life.